# Ouda (rivière)
Ne doit pas être confondu avec Ouda (fleuve).
Pour les articles homonymes, voir Ouda (homonymie).
L'Ouda (en russe : Уда) est une rivière de la république de Bouriatie, en Russie d'Asie. Elle est un affluent de la rive droite de la Selenga, elle-même tributaire de l'Ienisseï, qu'elle rencontre près de la ville d'Oulan-Oude. Elle est longue de 467 km.  

## Géographie
L'Ouda prend sa source dans les montagnes de Bouriatie à l'est de la ville de Tchita située dans l'oblast de Tchita. La rivière coule globalement vers l'ouest et arrose la ville d'Oulan-Oude, capitale de la Bouriatie, au confluent avec la Selenga.
La rivière est prise par les glaces pendant la seconde quinzaine du mois d'octobre ou au début du mois de novembre. Elle reste gelée jusque fin avril ou début mai.

## Affluents principaux
- l'Ona (rive droite)
- le Khoudoun (rive gauche)
- la Kourba (rive droite)
- la Brianka (rive gauche)

## Villes traversées
- Khorinsk (Хоринск)
- Oudinsk (Удинск)
- Oulan-Oude (Улан-Удэ)

## Hydrologie

### Hydrométrie - Les débits mensuels à Oulan-Oudé
L'Ouda est un cours d'eau très irrégulier. Son débit a été observé pendant 62 ans (entre 1936 et 1997) à Oulan-Oudé, chef-lieu de la Bouriatie situé au niveau de son confluent avec la Selenga. 
À Oulan-Oudé, le débit inter annuel moyen ou module observé sur cette période était de 67,3 m3/s pour une surface de drainage de 34 700 km2, soit la totalité du bassin versant de la rivière. La lame d'eau écoulée dans ce bassin versant se monte ainsi à 61 millimètres par an, ce qui est modéré, mais relativement abondant dans le contexte du sud de la Bouriatie généralement peu arrosé, voire aride. 
Rivière alimentée en partie par la fonte des neiges, en partie par les pluies de la mousson d'été venue du Pacifique, l'Ouda est un cours d'eau de régime pluvio-nival qui présente deux saisons bien distinctes. 
Les hautes eaux se déroulent du printemps au début de l'automne, du mois de mai au mois de septembre, avec un double sommet : le premier, légèrement plus élevé, correspond au dégel et à la fonte des neiges ; le second en septembre. Durant toute la période allant de juin à septembre, les débits sont fort soutenus, ce qui traduit les précipitations d'été parfois abondantes sur les sommets du bassin. Au mois d'octobre, le débit de la rivière baisse progressivement, ce qui mène à la période des basses eaux. Celle-ci a lieu de décembre à mars inclus et correspond à l'hiver avec ses puissantes gelées qui s'étendent sur tout le bassin. Mais la rivière conserve durant la période des basses eaux un certain débit, assez faible mais nullement négligeable. 
Le débit moyen mensuel observé en février (minimum d'étiage) est de 9,66 m3/s, soit près de 13 fois moins que le débit moyen du mois de septembre (127 m3/s), ce qui témoigne de l'amplitude assez importante des variations saisonnières. Sur la durée d'observation de 62 ans, le débit mensuel minimal a été de 2,50 m3/s (février 1959), tandis que le débit mensuel maximal s'élevait à 587 m3/s (septembre 1938, été exceptionnellement fort arrosé).
En ce qui concerne la période libre de glaces (de juin à septembre inclus), le débit mensuel minimal observé a été de 30,2 m3/s en septembre 1958, ce qui restait plus que confortable. 

### Les précipitations à Oulan-Oudé
Le total annuel des précipitations relevées à Oulan-Oudé est de 260 millimètres. La période la plus arrosée est centrée sur l'été et va de juin à août. La grande médiocrité des précipitations hivernales explique la faiblesse des crues de printemps de l'Ouda, lors du dégel. L'importance des pluies d'été par contre, assure à la rivière un débit estival et automnal soutenu.